# Corpo Dourado
Corpo Dourado est une telenovela brésilienne en 191 épisodes de 50 minutes diffusée entre le 12 janvier 1998 et le 21 août 1998 sur Rede Globo.
Cette série est inédite dans tous les pays francophones.

## Distribution

### Acteurs principaux
- Cristiana Oliveira : Selena
- Humberto Martins (pt) : Chico
- Fábio Jr. : Billy
- Marcos Winter : Arturzinho (Arthur Moreira de Barros)
- Maria Luísa Mendonça (pt) : Amanda
- Felipe Folgosi (pt) : Lucas
- Felipe Camargo (pt) : Tadeu
- Lucinha Lins (pt) : Alcina
- Fernanda Rodrigues (pt) : Lígia
- Giovanna Antonelli : Judy Moreira de Barros
- José de Abreu : Renato
- Ana Rosa (pt) : Camila
- Danielle Winits : Alicinha
- Rosamaria Murtinho (pt) : Isabel Moreira de Barros
- Antônio Petrin (pt) : Ezequiel
- Hugo Carvana : Jacinto Azevedo
- Marcelo Faria (pt) : Guto Moreira de Barros
- Flávio Galvão (pt) : Orlando
- Zezé Motta : Liana
- Bianca Byington (pt) : Diana
- Isabel Fillardis (pt) : Noêmia
- Mara Carvalho : Laís Moreira de Barros
- Gerson Brenner (pt) : Jorginho
- Lafayette Galvão (pt) : Epaminondas
- Mônica Carvalho : Clara
- Lui Mendes : Nando
- Java Mayan : Zeca
- Maria Gladys : Mazinha
- Thaís Fersoza : Ritinha
- Vivianne Novaes : Dora
- Vítor Novello : Paulinho
- André Ricardo : Duca
- Luiza Curvo : Clara (jeune)
- Gláucio Gomes : Cabeção
- Daniel Ávila : Kris
- Joyce Caldas : Ana
- Thaís Caldas : Lana
- Pedro Guaraná : Severino
- Sebastião Vasconcelos : Servulú
- Johnny Rudge : Júlio
- Ludmila Dayer : Bibí
- Daniele Monte : Arlete
- Paco Vieira : Lipe

### Acteurs secondaires
- Adriana Garambone : Soninha
- Andréa Leal : Letícia
- Anselmo Vasconcellos : Naldo
- Caco Ciocler : Padre Estevão
- Cláudia Lira : Débora
- Marcos Oliveira : Milton
- Paulo Reis : Aderbal
- Roberto Frota : Romão
- Zilka Salaberry : Irmã Celeste
- Jacqueline Sperandio : Frida
- Beto Nasci : directeur de l'usine de chaussures commerciale

### Sources
- (pt) Cet article est partiellement ou en totalité issu de l’article de Wikipédia en portugais intitulé « Corpo Dourado » (voir la liste des auteurs).